# عقود الإدماج
عقود الإدماج أو عقود ما قبل التشغيل
هي عقود مهنية خاصة بين المنحة والتوظيف يتم بموجبها تشغيل الشاب الجزائري الحائز على شهادة جامعية أو كفائة مهنية في مؤسسة عمومية أو خاصة على أن تقوم مديرية التشغيل بدفع المنحة شهرياً. ترفض أغلب المؤسسات العمومية دفع منح التنقل ومنح المهام المامورة (بالفرنسية: ordre de mision)‏ للشباب العامل في هذا الإطار بحجة عدم توافق ذلك مع قوانين الوظيف العمومي وهو ما دفع الشباب العامل في إطارها إلى التهكم عليها وتسميتها في منتديات الإنترنت ب عقود الاستعباد

## أنواع عقود الإدماج
- عقود إدماج حاملي الشهادات (CID):
- عقود الإدماج المهني (CIP):
- عقود التدريب والتوظيف (CFI):

## طبيعة العقد
الهدف المعلن من العقود:
- الإدماج الاجتماعي للشباب المؤهل.
- ترقية نشاطات التنمية ذات المصلحة المحلية.
- محاربة الفقر والإقصاء والتهميش·
- تغطي هذه العقود كل نشاطات المنفعة العامة.
- في حال المرض، الأمومة، حوادث العمل والأمراض المهنية يستفيد الشباب المدمجون من التأمينات الاجتماعية طبقا للتشريع والتنظيم المعمول بهما·

ملاحظة: يعتقد معضم الشباب ان الهدف الحقيقي من وراء هذه العقود هو امتصاص الاحتقان في وسط الشباب وتغطية عجز الوزارة عن توفير سياسة توظيف عادلة
الشباب المستفيدونهم الذين تتوفر فيهم الشروط:
- الجنسية الجزائرية.
- السن بين 19 و 35 سنة.
- انعدام مصادر الدخل.
- إثبات الوضعية تجاه الخدمة الوطنية.
- تقديم شهادات التعليم أو الكفائة المهنية.

ملاحظة: توفر الشروط السابقة لا يعني الحصول على عقد عمل بالضرورة ففي أغلب الحالات يمضي الشباب الجزائري سنوات عديدة جيئة وذهابا لمكاتب التشغيل للحصول على ما يسمى في منتديات الانترنات عقود الاستعباد.

## المنحة
يحصل حاملوا شهادات الليسانس ومهندس دولة على ما يقارب 15000دج أي ما يعادل تقريبا 110 اورو في حين يحصل حملة شهادات تقني وتقني سامي على ما يقارب 8000 دج أي تقريبا 60 اورو في حين لا يحصل منحة النقل والاكل أو أي منح أخرى.

## حقيقة الإدماج
لا يوجد قانون واضح يلزم المؤسسات الجزائرية بإدماج الموظف (الشاب الجزائري) وبالتالي يبقى مصيره مجهولا ومعلقا بمسييري المؤسسات وفي أغلب الحالات تنتهي صلاحية العقد دون أي إدماج على الرغم من الوعود التي يسمعها من المسيرين طيلة فترة العقد

## الجانب السلبي في عقود ما قبل التشغيل
إن عدم الاستقرار الذي يعيشه المتعاقد (الشاب الجزائري) طيلة مدة العقد والتي تكون في غالب الأحيان 3 سنوات والمصير المجهول وتعلق مصيره بمسييري المؤسسات وعدم وجود قانون واضح يلزم المؤسسات بالإدماج يجعله عرضة لاضطرابات نفسية وقلق شديد طيلة الفترة إضافة إلى أن المنحة لا تلبي جميع حاجات الشاب الجزائري خاصة وانه لا يحصل على منحة النقل والاكل وقد عبر الكثير منهم عن استيائهم الشديد على المنتديات الإلكترونية ووضعوا بعض المطالب

## بعض مطالب عمال عقود ما قبل التشغيل
1- إدماج كل الذين يعملون في مناصب تناسب اختصاصهم دون شرط أو قيد.
2- الذين يعملون خارج اختصاصهم تغير مدة عقودهم إلى عقد مفتوح حتى يجد منصبا آخر يلائم تخصصه ورفع أجره على الأقل إلى 25000 دج.
3- تخصيص منحة (دون عمل) للجامعيين البطالين على الأقل 20000 دج في مقابل البحث له عن عمل وإذا لم يتوجه إلى منصب عمله يحرم من المنحة.
4- إلغاء عقود ما قبل التشغيل التابعة لمديرية النشاط الاجتماعي. والإبقاء فقط على الوكالة المحلية للتشغيل مع رفع الأجر إلى 25000 دج بدلا من 15000 دج.